# 伊普薩赫
伊普薩赫是瑞士的城鎮，位於該國中西部，由伯恩州負責管轄，面積1.91平方公里，四成半土地是農業用地，海拔高度442米，2011年人口3,898，人口密度每平方公里2041人。